# Вывих плеча
Вывих плеча — состояние, при котором головка плечевой кости выходит из плечевого сустава. Симптомы включают боль в плече и нестабильность. В качестве возможных осложнений отмечают повреждение Банкарта (нарушение целостности капсулы плечевого сустава), повреждение Хилла-Сакса, разрыв вращающей манжеты плеча или повреждение подмышечного нерва.
Вывих плеча часто происходит в результате падения на вытянутую руку или на плечо. Диагноз обычно ставится на основании симптомов и подтверждается с помощью рентгенологического исследования. Вывихи плеча классифицируются как передние, задние, нижние и верхние, причем большинство из них являются передними.
Лечение заключается в вправлении плеча, которое может быть выполнено с помощью различных методов, таких как тракционно-контртракционная техника, наружная ротация, манипуляция лопаткой и метод Стимсона. После вправления рекомендуется выполнить контрольный рентген. Затем руку можно зафиксировать плечевой повязкой на несколько недель. Хирургическое вмешательство может быть рекомендовано пациентам с рецидивирующими вывихами.
Около 1,7 % людей в течение жизни сталкиваются с вывихом плеча. В США этот показатель составляет около 24 на 100 000 человек в год. Вывих плеча составляет около половины всех крупных суставных вывихов, с которыми обращаются в отделения неотложной помощи. Мужчины получают вывих плеча чаще, чем женщины.